# Francesco Bellati
Francesco Bellati (Milano, 1749 – 19 marzo 1819) è stato uno storico, numismatico ed economista italiano.

## Biografia
Funzionario a Milano, dal 1774, della Cancelleria Segreta austriaca, si interessò di problemi monetari. Collaborò con Guido Antonio Zanetti.
Nel 1775 pubblicò il saggio "Sopra varie antiche monete inedite spettanti all'Austriaca Lombardia".
Dal 1778 raccoglie negli archivi milanesi documenti sull'attività della zecca e sulla circolazione monetaria; nel 1801 i documenti furono uniti a quelli raccolti da Zanetti, acquistati dagli eredi. Il fondo Bellati-Zanetti nel 1808 fu donato dallo stesso Bellati al Gabinetto numismatico di Brera (ora "Civiche raccolte numismatiche"), fondato l'anno precedente.
Il Bellati morì sessantanovenne a Milano e venne sepolto al cimitero di Porta Vercellina, poi dismesso a fine Ottocento.

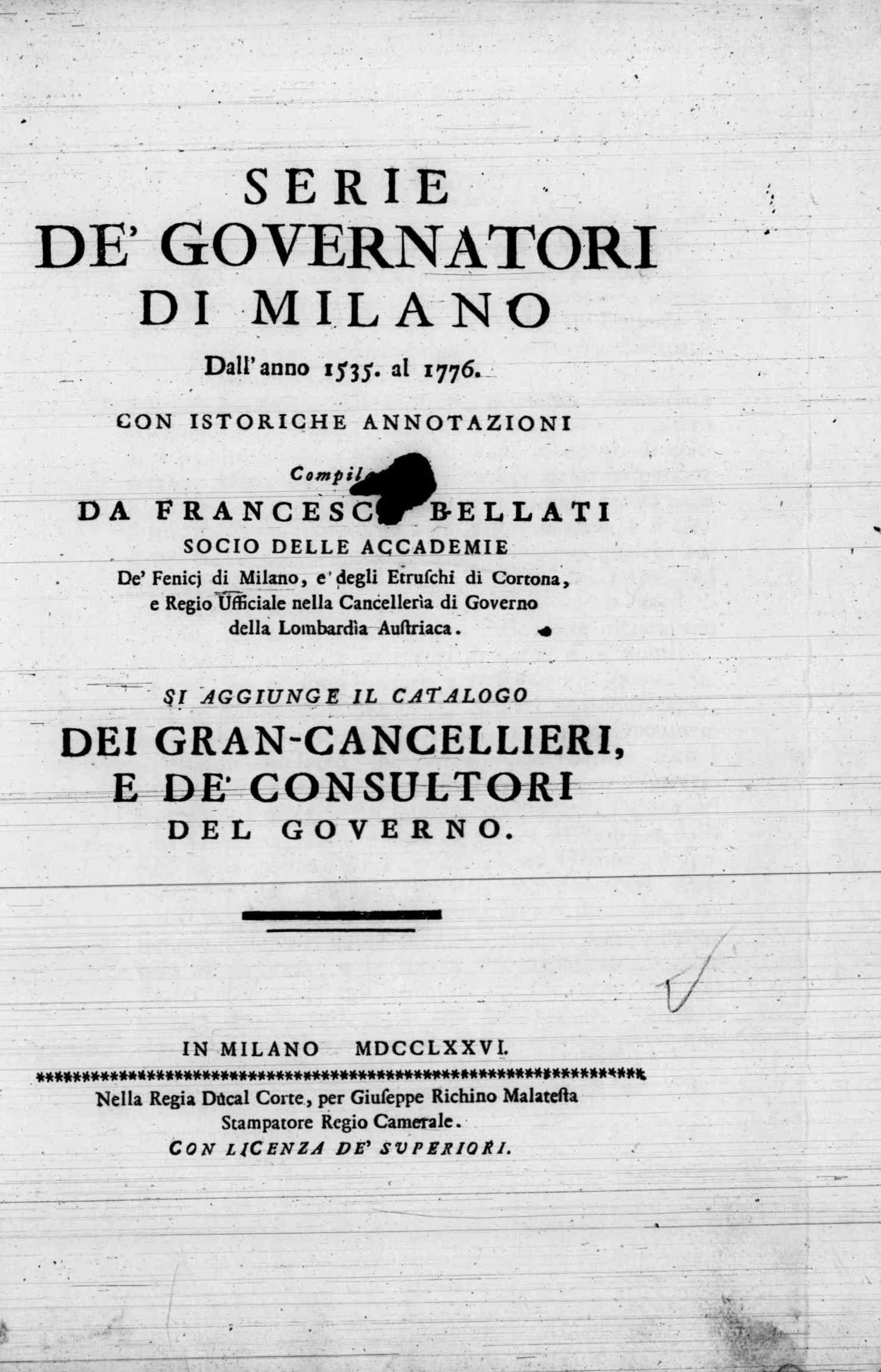
Serie de'governatori di Milano dall'anno 1535 al 1776, 1776

### La poesia in milanese
Francesco Bellati (Franzesch Bellatt in lombardo) è ricordato anche per la sua discreta produzione poetica in milanese.
 
Nel 1773, seguendo l'esempio di Domenico Balestrieri (reduce da una traduzione integrale della Gerusalemme Liberata), pubblica la traduzione del primo canto dell'Orlando Furioso. Successivamente, tra il 1777 e il 1813, compone un certo numero di poesie (in buona parte d'occasione), spesso scritte nel corso delle vacanze ad Angera o a Gravedona: tra di esse, ricordiamo almeno la traduzione della pariniana Ode a Silvia nel 1795 (pubblicata a Como sotto gli auspici del governo austriaco). Nel 1816-1817 Francesco Cherubini inserisce alcuni componimenti del Bellati nella sua Collezione delle migliori opere scritte in dialetto milanese, nello stesso volume dedicato a Tommaso Grossi: tra essi, oltre le già citate traduzioni dall'Ariosto e dal Parini, anche una parafrasi in ottave dei primi due canti dell'Eneide.

Il Bellati ebbe importanti contatti con Carlo Porta: quest'ultimo infatti fu un suo dipendente, e sposò la vedova di Raffaele Arauco (1758-1801), amico e corrispondente del Bellati; proprio al Porta si deve inoltre la conservazione di molte poesie manoscritte di Francesco Bellati, che vennero poi affidate al Cherubini. Quest'ultimo, nella sua Collezione, assicura che molte carte relative alla traduzione di canti dell'Orlando Furioso e dell'Eneide erano rimasti inediti per volontà dell'autore: di queste ulteriori traduzioni non abbiamo oggi traccia, perché probabilmente sono andate distrutte assieme al resto della biblioteca del Porta.

## Opere
- Dissertazione... sopra varie antiche monete inedite spettanti all'Austriaca Lombardia, 1775
- Serie de'governatori di Milano dall'anno 1535 al 1776, Milano, Giuseppe Richino Malatesta, 1776.